# Vanessa Zamora
Vanessa Zamora Ramírez (Tijuana, Baja California; 22 de julio de 1991), más conocida como Vanessa Zamora, es una cantante, compositora  y productora mexicana. Conocida por su mezcla única de indie pop y música folk, comenzó su carrera compartiendo versiones y canciones originales en plataformas como YouTube, ganando rápidamente reconocimiento por su distintiva voz y estilo musical. Zamora toca varios instrumentos, incluyendo guitarra acústica, piano, teclado y batería.

## Biografía
Hija de abogado Ricardo Zamora Quiñonez y Rocio Lorena Ramírez Siqueiros ambos pianistas, su abuela materna siendo maestra de piano; desde muy temprana edad mostró mucho interés por el arte cursando por clases en guitarra, batería, actuación, ballet y modelaje. Comenzó acudiendo a los 8 años a la Academia de Música de México adquiriendo instrucción en el piano, a los 9 años fue instruida en la guitarra y batería. Continuo con su gusto por el arte musical como afición hasta los 18 años de edad, acudiendo a la Universidad Autónoma de Guadalajara, tiempo en el cual mostró su pasión por la música públicamente; comenzó haciendo videos de covers de artistas variados subiéndolos a YouTube y a otras redes sociales, obteniendo un gran número de visitas en sus videos y así dándose a conocer; se conocía mucho por su hábito de escribir todo lo que pensaba, vivía, experimentaba y sentía, lo cual ella describía como “drenaje cerebral” y empezó a combinarlo con su conocimiento musical. En el 2012 concluyó su primer EP oficial 'Correr', posteriormente 'No Sabes'. Graduada en el año 2013 de la Universidad Autónoma de Guadalajara como Licenciada en Ciencias de la Comunicación.

## Singles & EP
- Correr (2012)[7]
- No Sabes (2012)[8]
- Te Quiero Olvidar (2014)[7]
- Control (2015)
- Encontré (2015)
- En Vivo Desde El Claustro De SorJuana (EP - 2016)[9]
- Hbls Mucho (2017)[10]
- Malas Amistades (2018)
- AYER (2020)
- OPTEMOS (2021)
- DAMALEONA VOL. 1 (2022)
- DAMALEONA VOL. 2 (2022)

### Discografía
- Hasta la Fantasía (2014)
- Tornaluna (2018)
- Tornaluna pocket (2019)
- DAMALEONA (2023)

## Vida personal
Vanessa Zamora es conocida por mantener su vida personal relativamente privada.[cita requerida] Sin embargo, ocasionalmente comparte ideas y actualizaciones con sus fans a través de las redes sociales. A menudo habla sobre la importancia de la salud mental y el cuidado personal, temas que también se reflejan en su música.